# Casanova (film fra 2005)
 For alternative betydninger, se Casanova (flertydig). (Se også artikler, som begynder med Casanova)
Casanova er en amerikansk film fra 2005, instrueret af Lasse Hallström og med Heath Ledger i hovedrollen.

## Handling
Kvindebedåreren Giacomo Casanova (Heath Ledger) står overfor at skulle giftes, da han møder den kvinde, der måske kan få ham til at opgive alle de andre. Kvinden hedder Francesca og spilles af Sienna Miller.
Francesca er imidlertid allerede trolovet med fedtgrossisten Papprizzio, men da de trolovede aldrig har set hinanden griber Casanova chancen og udgiver sig for at være Papprizzio, imens han installerer den rigtige Papprizzio i sit hus.
Det hele kompliceres yderligere af chefen for inkvisitionen Biskop Pucci, spillet af Jeremy Irons, der ønsker at anholde Casanova.